# Addison Alves de Oliveira
Addison Alves de Oliveira (Brasilia, Brasil, 20 de març de 1981), conegut simplement com a Addison, és un futbolista hispano-brasiler. Juga de davanter i el seu actual equip és el FC Cartagena de la Segona Divisió B.

## Trajectòria
Addison començà jugant al Brasil, el seu país natal. Jugà en el Clube de Ragatas Guará sub-20 en 2001, Sociedade Esportiva Santa María i Clube de Regatas Guará. Allí li sorgí la possibilitat de realitzar una prova amb l'equip espanyol de la Cultural y Deportiva Leonesa, però en ocupar plaça d'extracomunitari no fitxà per l'equip lleonès. Posteriorment provà sort en el Unión Deportiva Almería de Segona Divisió entrenat per Juan Martínez Casuco però decidiren usar la fitxa d'extracomunitari en altre jugador. El brasiler en no poder fitxa por cap club espanyol de categoria estatal decidí quedar-se en Espanya i jugar en categoria regional fins a aconseguir la nacionalitat espanyola. Així doncs, mentre aconseguí la targeta de residència estigué jugant en el CD Onzonilla en Primera Divisió Provincial Afeccionat de la província de Lleó, sisena categoria de l'organigrama del futbol espanyol. Durant la seua estada en Onzonilla li feren un contracte de treball com jardiner de l'ajuntament per a evitar problemes de residència.
Posteriorment passà a Primera Divisió Regional Aficionats de Castella i Lleó amb el CD Huracán Z, equip de Trobajo del Camino de la ciutat de Lleó. En el Huracán Z estigué les temporades 2002/03, i en la 2003/04 abastà l'ascens a Tercera Divisió. Por motius burocràtics no va poder jugar en Tercera, i per això hagué de seguir jugant en regional, aquest cop amb l'equip berciano Atlético Bembibre, amb el qual en la primera temporada va ascendir a Tercera Divisió i en la seua temporada el jugador aconseguí 19 goles quedant l'equip en quint lloc, justo en portes de disputar la promoció d'ascens a Segona Divisió B. Durant la seua estada com a jugador de l'Atlético Bembibre entrenà a l'equipo benjamí de les categories inferiors. L'any 2005 jugà amb la selecció de futbol de Castella i Lleó l'fase espanyola de la V Copa de les Regions de UEFA.
A la temporada 2006/07 donà el salt a Segona B i fitxà per la Cultural y Deportiva Leonesa. En la seua primera temporada amb els lleonesos fou una peça important en l'equip i en el mercat d'hivern el Real Múrcia CF realitzà una oferta a la Cultural pel jugador però finalment es desestimà. A la temporada 2007/08 disputà 31 partits i aconseguí 10 gols.
El juliol de 2008 fitxà pel Hércules CF per dues temporades. Un mes més tard, a una setmana de l'inici de la competició és cedit al FC Cartagena de Segunda B.

## Clubs
| Club                            | País     | Any       |
| ------------------------------- | -------- | --------- |
| Sociedade Esportiva Santa María | Brasil   | 2001      |
| Clube de Regatas Guará          | Brasil   | 2001      |
| CD Onzonilla                    | Espanya  | 2001-2002 |
| CD Huracán Z                    | Espanya  | 2002-2004 |
| Atlético Bembibre               | Espanya  | 2004-2006 |
| Cultural y Deportiva Leonesa    | Espanya  | 2006-2008 |
| Hércules CF                     | València | 2008      |
| FC Cartagena                    | Múrcia   | 2008-     |